# Dunkle Erdhummel

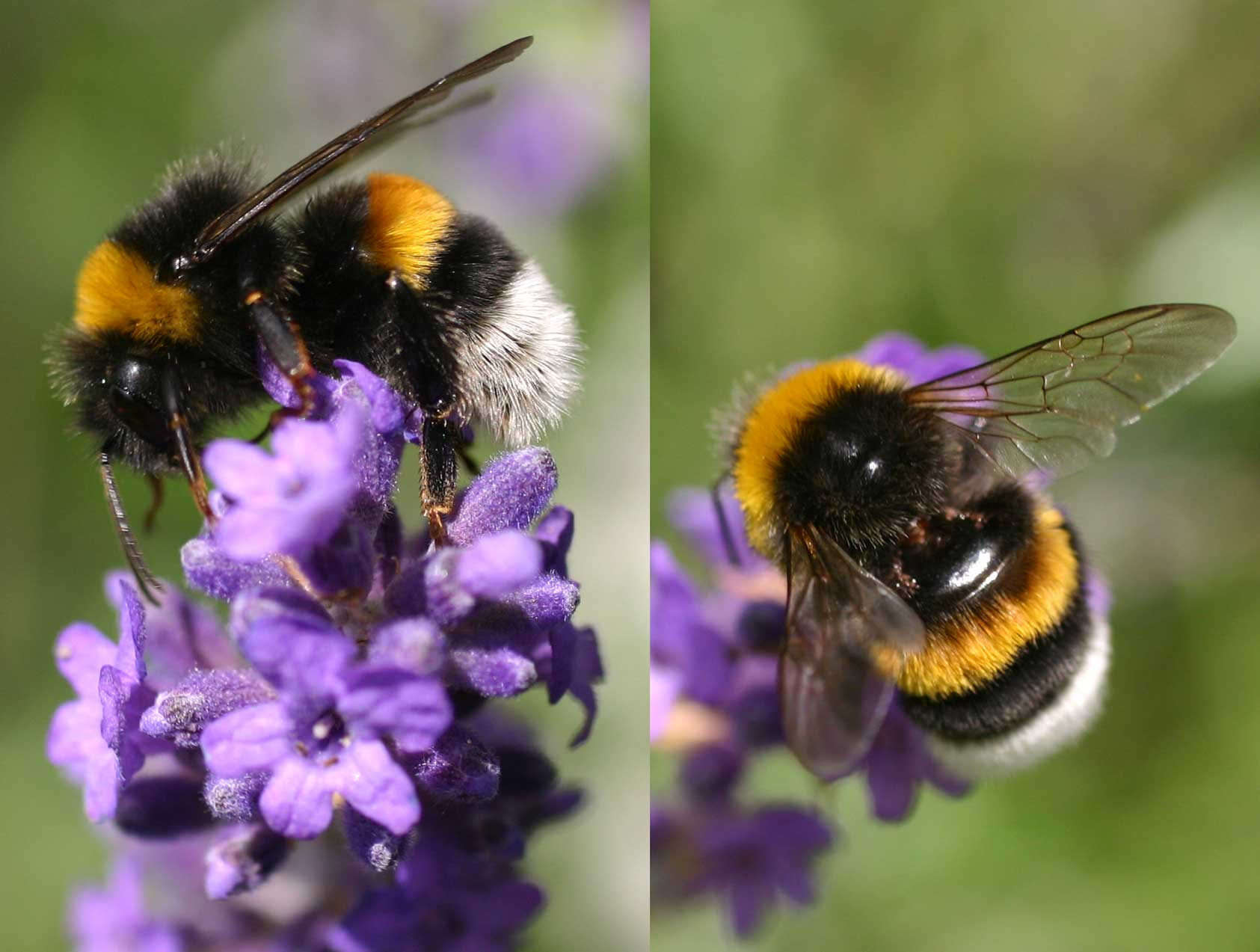
Dunkle Erdhummel auf einer Lavendelblüte

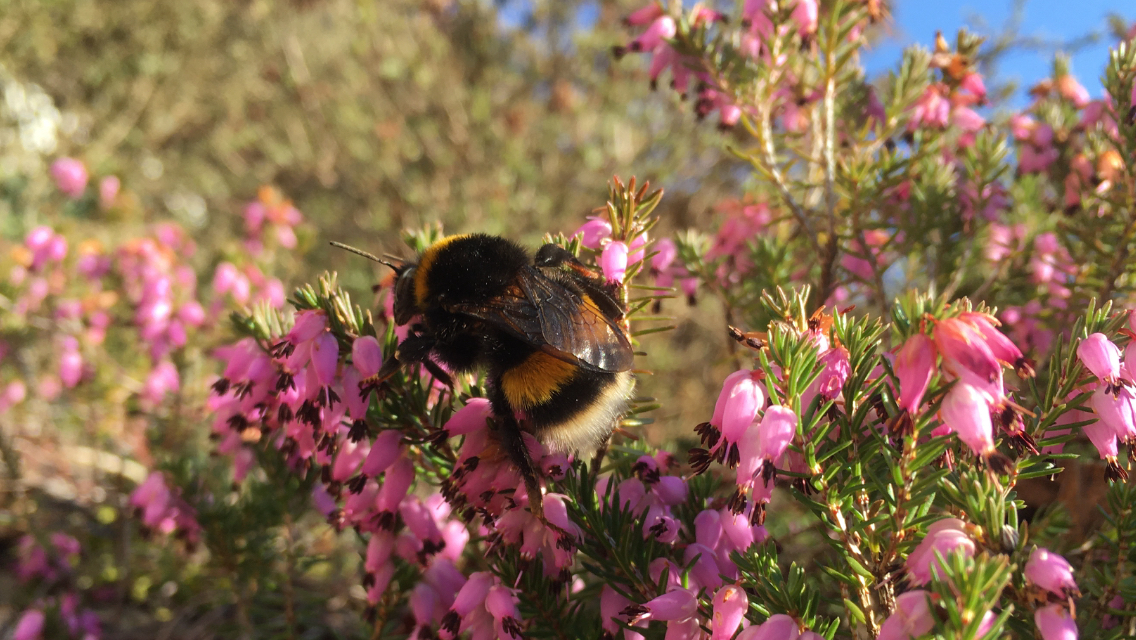
Königin der Dunklen Erdhummel sammelt Nektar an einem Heidekraut

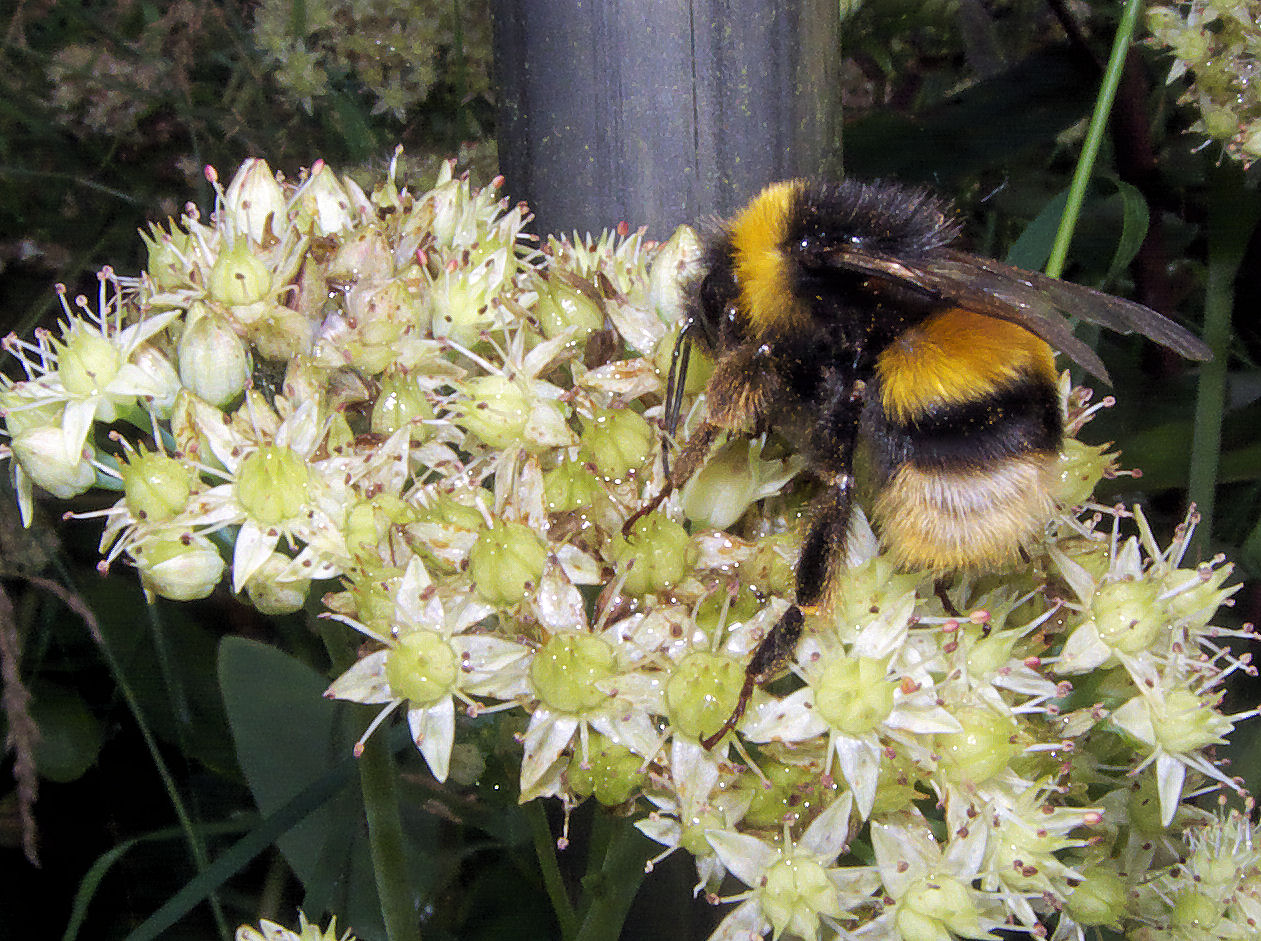
Dunkle Erdhummel

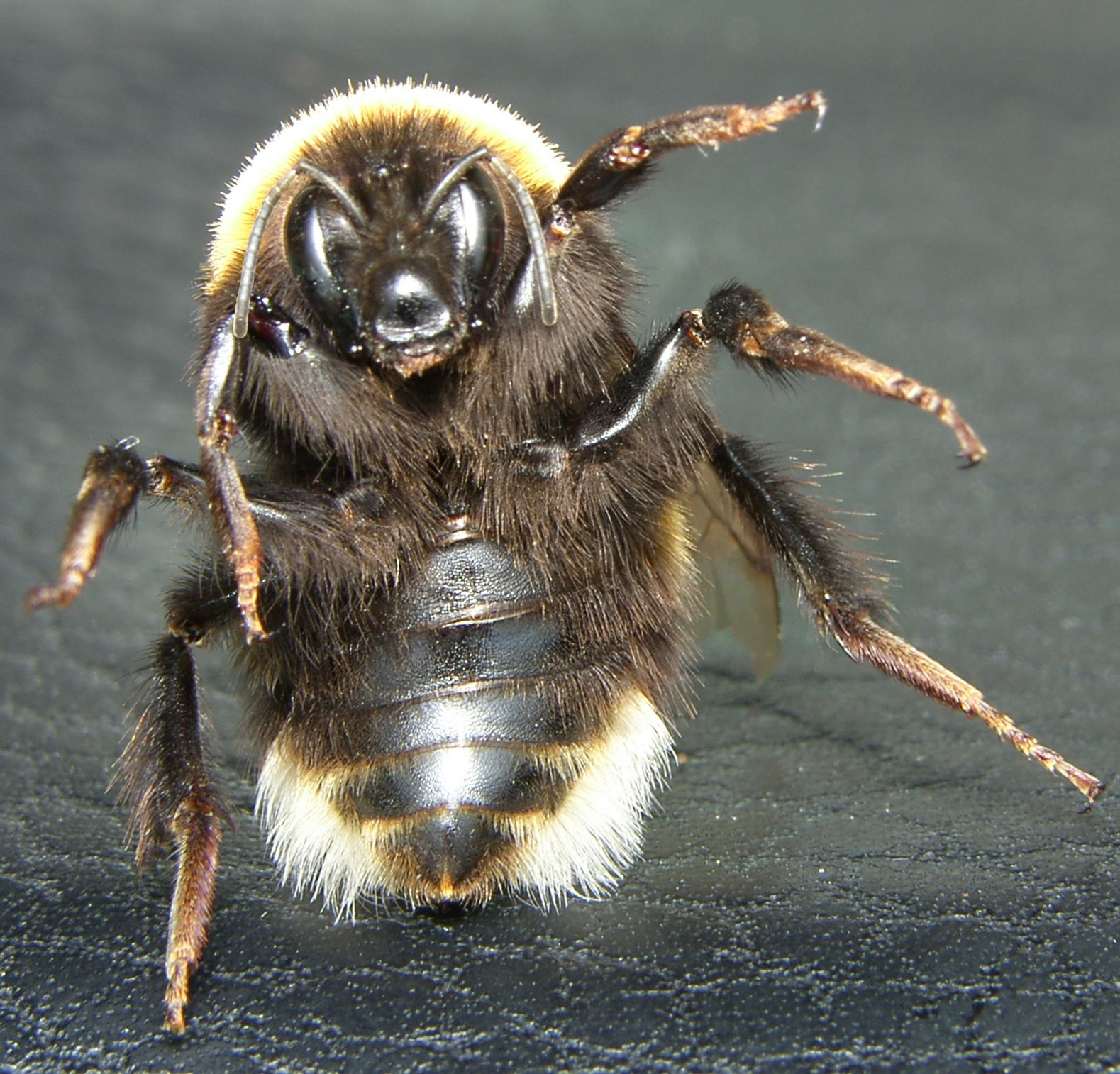
Dunkle Erdhummel, Bauchseite

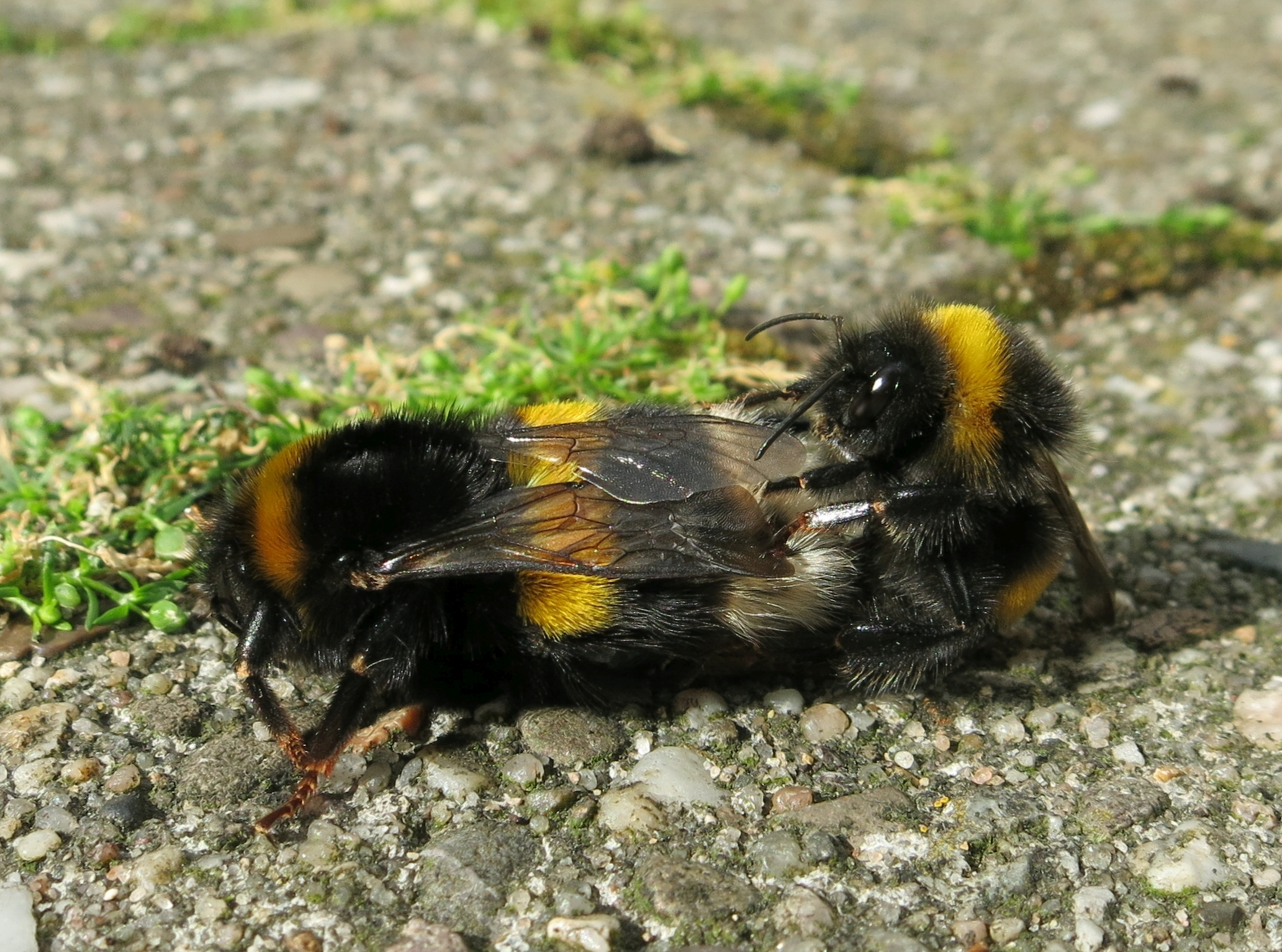
Paarung

Die Dunkle Erdhummel (Bombus terrestris) ist eine der in Europa am häufigsten vorkommenden und auch größten Arten der Hummeln. Sie ist ein schwarzes Tier mit zwei gelben Querbinden und einer weißen Hinterleibspitze. Die begatteten Jungköniginnen der Dunklen Erdhummeln zählen zu den frühesten, die in einem Kalenderjahr beobachtet werden können. Sie sind in der Regel bereits im Februar und März dabei zu beobachten, wie sie nach einer geeigneten Stelle für die Anlage des Hummelnestes suchen. Die Färbung der Dunklen Erdhummeln ähnelt derjenigen der Hellgelben Erdhummel so stark, dass sie in der freien Natur kaum unterschieden werden können. Schmarotzer der Dunklen Erdhummel ist die Keusche Kuckuckshummel (Bombus vestalis).
Die Dunkle Erdhummel ist die wichtigste Art in der kommerziellen Hummelzucht. Sie wird im Treibhausanbau vor allem zur Bestäubung von Tomaten eingesetzt. Entwichene Dunkle Erdhummeln haben Populationen in Japan und Südamerika begründet, die sich teils sehr problematisch auswirken.  

## Erscheinungsbild und Lebenszyklus
Bombus terrestris ist eine kurzrüsslige Hummel, die Saugrüssel von Königinnen, Arbeiterinnen und Drohnen (Männchen) sind 9–10 bzw. 8–9 und ca. 8 Millimeter lang.
Die Königinnen sind 20 bis 30 mm lang, die Drohnen 14 bis 17 mm und die Arbeiterinnen 11 bis 17 mm. Die Königinnen überwintern in Erdlöchern oder unter trockenem Laub. Je nach Witterung legt die Königin im zeitigen Frühjahr das Nest in Erdlöchern von Maulwürfen oder Mäusen oder unter Steinen an. Darin werden tönnchenartige Zellen für Pollen, Nektar und die Brut gebaut. Wie bei allen bislang untersuchten Hummelarten wärmt auch die Königin der Dunklen Erdhummel ihre erste Brut. Sie produziert dabei durch Stoffwechsel im Thorax Wärme und leitet diese Wärme durch Regulation des Blutstroms zum Hinterleib. Sie presst diesen eng an die Wabe, die die Brut enthält, und stellt so sicher, dass die zur Entwicklung der Eier und Larven notwendige Temperatur erreicht wird. Dies ist energiezehrend, und geschätzt wird, dass eine Königin der Dunklen Erdhummeln täglich 600 mg Zucker bei den für Mitteleuropa typischen Temperaturen verbraucht, um ihre erste Brut großzuziehen. Um ausreichend Nahrung zu finden, muss sie in dieser Zeit bis zu 6000 Blüten besuchen. Ein reicher Bestand an nektarreichen Blumen in Nestnähe ist deswegen essentiell für die erfolgreiche Aufzucht. Das Nest liegt in bis zu 1,5 Metern Tiefe, wo es gut vor Frost geschützt ist. Das Nest wird dabei in Mäuseburgen und Maulwurfsgängen gebaut; gelegentlich auch in Hohlräumen nahe der Erdoberfläche: in Mauerlöchern, unter Dielen und in künstlichen Nisthilfen wie Hummelkästen. 
Die Königinnen der Dunklen Erdhummel geben ein Pheromon ab, das bewirkt, dass sich aus der Brut Arbeiterinnen entwickeln. Die Dunkle Erdhummel ist wissenschaftlich gut untersucht; die Larven reagieren in einem Alter von zwei bis fünf Tagen sehr sensibel auf dieses Pheromon. Ist es vorhanden, ist ihre Entwicklung zur Arbeiterin unumkehrbar; ist es nicht vorhanden, entwickeln sich Königinnen dann, wenn gleichzeitig im letzten Larvenstadium ausreichend Nahrung vorhanden ist. Nachdem ab März die ersten Arbeiterinnen geschlüpft sind, wird das Nest nach und nach erweitert, so dass es für bis zu 500 Hummeln Platz bietet. Ab Ende Juni erreicht das Nest den Höhepunkt seiner Entwicklung, indem Jungköniginnen und Drohnen herangezogen werden.
Hummeln sind neben Ameisen die einzigen sozial lebenden Insekten, bei denen es innerhalb eines Staates auffällige Größenunterschiede gibt. Es ist in der Literatur noch strittig, ob es ähnlich wie bei Honigbienen eine Arbeitsteilung unter den Arbeiterinnen eines Hummelstaates gibt. Für die Dunklen Erdhummeln gibt es Untersuchungen, die sehr stark in diese Richtung weisen. So sind die Hummelarbeiterinnen, die im Nest verbleiben, auffällig kleiner als die Hummeln, die nach Nahrung suchen. Alle Arbeiterinnen verbringen ihre ersten Lebenstage damit, sich um Brut und Larven zu kümmern. Die kleinsten unter ihnen scheinen immer im Nest zu verbleiben, während die größeren umso früher das Nest verlassen, je größer sie sind. Als wahrscheinlichste Erklärung dafür, dass es überwiegend größere Arbeiterinnen eines Staates sind, die Nahrung sammeln, gilt ihre besser ausgeprägte Fähigkeit, ihre Körperwärme zu regulieren. Sie können noch bei ungünstigeren Wetterbedingungen Nahrung sammeln als ihre Nestschwestern.
In der Endphase eines Hummelnestes zeigen einige der Arbeiterinnen ein aggressiveres Verhalten sowohl gegenüber anderen Arbeiterinnen als auch gegenüber Eindringlingen. Einige der Arbeiterinnen beginnen selber Waben zu bauen und unbefruchtete und damit männliche Eier zu legen. Diese werden in der Regel von der Königin gefressen. Umgekehrt fressen einige der Arbeiterinnen die von der Königin frisch gelegten Eier. Dieses Verhalten ist nur in den ersten 24 Stunden nach Eiablage zu beobachten. Vermutlich sind Hummeln nur innerhalb dieses Zeitfensters in der Lage, zwischen ihren und den von anderen Hummeln ihres Staates gelegten Eiern zu unterscheiden. Dieses Verhalten ist neben der Dunklen Erdhummel auch für Hellgelbe Erdhummel, Steinhummel und Bombus fervidus beschrieben und ist möglicherweise ein Verhalten, das auch bei anderen Hummelarten vorkommt.

## Natürliches Verbreitungsgebiet
In ganz Europa, Nordafrika und Kleinasien sind Erdhummeln in Wäldern, grasigen Wiesenhängen, Gärten und Feldern vom Tiefland bis in die Berge anzutreffen.
Als eingeführtes Insekt ist die Dunkle Erdhummel in Neuseeland, in Japan und in Südamerika vertreten. Während das Auftreten in Japan und Südamerika eine Folge der kommerziellen Nutzung im Treibhausanbau ist, wurde die Dunkle Erdhummel bereits im 19. Jahrhundert in Neuseeland eingeführt. Landwirte kämpften dort mit dem Problem, dass der ausgebrachte Rotklee kaum oder keinen Samen ansetzte, so dass sie gezwungen waren, Samen immer wieder aus Großbritannien zu importieren. Einem Hobby-Entomologen fiel schließlich auf, dass Hummeln in Neuseeland fehlten und dies die Ursache für den nicht samenden Rotklee war. Die ersten Versuche mit der Einführung von Hummeln scheiterten, weil es nicht gelang, die Hummeln lebend per Schiff über den Äquator zu transportieren. Dies gelang erst 1885: 282 überwinternde Jungköniginnen waren in Großbritannien gesammelt und im Dezember 1884 im Kühlhaus der SS Tongariro, eines der ersten Dampfschiffe mit einer solchen Einrichtung, untergebracht worden. Als das Schiff am 8. Januar 1885 in Christchurch anlegte, lebten noch 48 der Hummelköniginnen. Die SS Aorangi, ein Schwesterschiff der SS Tongariro, brachte einen Monat später weitere 49 lebende Hummelköniginnen nach Neuseeland. Die ausgewilderten Hummelköniginnen vermehrten sich in Neuseeland sofort sehr erfolgreich. Bereits 1886 wurden 100 Meilen südlich von Christchurch Hummeln gesichtet, und 1892 waren Hummeln bereits so häufig, dass Imker wegen der Nahrungskonkurrenz zu ihren Bienen besorgt waren.

## Die Dunkle Erdhummel als Bestäuberinsekt im Gemüseanbau

### Beginn der Verwendung
1985 setzte der belgische Tierarzt und Hobby-Entomologe Roland de Jonghe ein Nest Dunkler Erdhummeln in einem Treibhaus aus, in denen Tomaten heranwuchsen, und stellte dabei fest, dass sie dort sehr wirkungsvoll die Pflanzen bestäubten. Tomaten sind wie die ebenfalls unter Glas angebauten Paprika sogenannte Vibrationsbestäuber. Um hier einen Fruchtansatz zu erzielen, war bis in die 1980er Jahre im Treibhausanbau von Tomaten eine arbeitsintensive manuelle Bestäubung mit elektrischen Bestäubungsgeräten notwendig. Pro Hektar fielen dafür Arbeitskosten von etwa €10.000 an. Es war zwar bereits 1912 dem Entomologen Frederick Sladen gelungen, Hummelköniginnen in Gefangenschaft so zu halten, dass sie mit dem Nestbau begannen, und spätere Entomologen hatten aus wissenschaftlichen Gründen wiederholt ähnliche Versuche unternommen. In den 1970er Jahren waren die Erfahrungen mit der künstlichen Zucht und mit der Haltung unter Gefangenschaftsbedingungen von Hummeln so weit fortgeschritten, dass man in der Lage war, bei einzelnen Hummelarten einen vollständigen Jahreszyklus zu durchlaufen. Insbesondere die Dunkle Erdhummel schien besonders einfach unter künstlichen Bedingungen aufziehbar zu sein. Erst de Jonghe erkannte jedoch die mögliche kommerzielle Bedeutung der Verwendung von Hummeln als Bestäuberinsekt. In wenig mehr als einem Jahrzehnt veränderte diese Erkenntnis die Form des Tomatenanbaus unter Glas nachhaltig. Verglichen mit Kosten für den hohen manuellen Aufwand bei der Bestäubung waren die Kosten der ebenfalls arbeitsintensiven Heranzucht von Hummeln gering. De Jonghe stellte außerdem fest, dass durch Hummeln bestäubte Pflanzen ertragreicher waren. 
1987 gründete De Jonghe die Firma Biobest, die bis heute der größte kommerzielle Züchter von Hummeln ist. Wegen des Erfolgs gründeten sich innerhalb kurzer Zeit vor allem in den Niederlanden ähnliche Unternehmen. 1990 setzte man erstmals in Kanada künstlich aufgezogene Hummeln ein, ein Jahr später folgten die USA und Israel sowie wenig später Japan und Marokko. Zur Jahrtausendwende war es zum weltweiten Standard geworden, beim Anbau von Tomaten auf die Bestäubung von Hummeln zu setzen. Ausnahmen sind Länder wie Australien, wo Hummeln nicht natürlich vorkommen und wo die Gesetzgebung den Import nicht-einheimischer Tierarten strikt untersagt.

### Auswirkungen
Bei der Bestäubungspraxis mit Hummeln werden in den Gewächshäusern jeweils vollständige Hummelnester ausgesetzt. Die europäischen Unternehmen, die in der künstlichen Hummelzucht aktiv sind, versenden jährlich mehr als eine Million Hummelnester weltweit. Zu den positiven Nebeneffekten des Einsatzes von Hummeln im landwirtschaftlichen Gemüseanbau zählt, dass damit ein deutlich verringerter Insektizid- und Pestizideinsatz einhergeht, da die Verwendung dieser Mittel auch die Bestäuber gefährdet. Zu den Nachteilen zählt, dass die überwiegend verwendeten Dunklen Erdhummeln, die heute künstlich herangezogen werden, von in der Türkei gesammelten Wildhummeln abstammen. Beim Einsatz von Hummeln in Treibhäusern ist es nahezu unvermeidlich, dass Hummeln aus Treibhäusern entweichen. Ein Teil dieser  entkommenen Hummeln verpaart sich mit großer Wahrscheinlichkeit mit wilden Hummeln und trägt damit zu einer Faunenverfälschung bei. In Großbritannien werden Gemüseanbauer deswegen aufgefordert, diese importierten Nester entweder nach dem Ende ihrer Verwendung zu zerstören, indem sie verbrannt werden, oder die Hummeln zu töten, indem die Nester in Gefriertruhen gesetzt werden. Nach den Erfahrungen des britischen Entomologen Dave Goulson werden diese Empfehlungen nur von wenigen Gemüsebauern umgesetzt. Nur wenige Anbauer verfügen über ausreichend große Gefriertruhen, um so vorzugehen. Die Verbrennung der Nester, die aus Karton und Polystyrol bestehen, generiert lästige Abgase. In Japan ist mittlerweile gesetzlich vorgeschrieben, dass Treibhäuser, in denen Hummelnester verwendet werden, zweifache Türen und vernetzte Luken haben, um ein Entweichen von Hummeln zu verhindern. Mittlerweile gibt es jedoch in Japan verwilderte Dunkle Erdhummeln, die auf entwichene Hummeln zurückgehen.

#### Invasive Art in Südamerika
Die Erfahrungen mit importierten Dunklen Erdhummeln in Südamerika belegen, dass diese weltweit übliche Praxis negative Auswirkungen haben kann. Hier gelten sie mittlerweile als eine extrem invasive Art mit negativen Auswirkungen auf die lokale Fauna: 1998 wurden industriell gezüchtete Völker mit behördlicher Genehmigung in chilenischen Gewächshäusern als Bestäuber ausprobiert. Einige Jungköniginnen entkamen den Agrarbetrieben und verbreiten sich seitdem invasiv mit einer Geschwindigkeit von ca. 200 km pro Jahr über die südamerikanische Landmasse. Auf ihrem Weg stirbt beispielsweise die ebenfalls recht große heimische Hummelart Bombus dahlbomii wenige Jahre nach der Ankunft der Dunklen Erdhummel regional aus. Mit den industriell gezüchteten Erdhummeln kam auch ein einzelliger Parasit Crithidia bombi auf den Kontinent. Es wird vermutet, dass die Kombination aus Hummel und Parasit die dort heimischen Hummelarten mit  großer Geschwindigkeit verdrängt.

#### Auftreten in Tasmanien
Auf Tasmanien wurden Dunkle Erdhummeln das erste Mal 1992 beobachtet – sie wurden in Gärten der Universitätsstadt Hobart, der am dichtesten besiedelten Region dieser Insel, erstmals gesehen. Die Regierung hatte nie erlaubt, diese Hummelart nach Tasmanien zu bringen. Natürlich kommt die Dunkle Erdhummel als Art der nördlichen Hemisphäre in dieser Weltregion nicht vor. Die nächsten Vorkommen befinden sich im 1500 Meilen entfernten Neuseeland, wo diese Art im 19. Jahrhundert eingeführt wurde. Der Entomologe Dave Goulson hält es für ausgeschlossen, dass es den Hummeln aus eigener Kraft gelang, gegen die vorherrschende Windrichtung die stürmische und kalte tasmanische See zu überwinden. Begattete Jungköniginnen könnten zufällig an Bord eines Schiffs nach Tasmanien gelangt sein oder während der Winterruhe in Pflanzenerde eingeführt worden sein. Goulson hält das jedoch für unwahrscheinlich. Er hält es für keinen Zufall, dass in Tasmanien diese Hummeln zu einer Zeit auftauchten, als Gemüseanbauer weltweit begannen, Hummeln im Treibhausanbau einzusetzen. In Australien wie in Tasmanien ist auf Grund des fragilen Ökosystems und der zahlreichen schlechten Erfahrungen, die man mit eingeführten Tierarten gemacht hat, die Einführung nicht-einheimischer Tierarten streng untersagt. Anbauer in Australien sind deshalb gezwungen, weiterhin arbeitsaufwändig manuell die Pflanzen zu bestäuben.
Der gut bestimmbare Zeitpunkt des ersten Auftretens von Dunklen Erdhummeln bot die seltene Gelegenheit, die Auswirkungen der Einführung von Hummeln in diesem Ökosystem zu bestimmen. Bereits 1999 ließ sich nachweisen, dass die Hummeln sich ausgehend von Hobart je 60 Meilen in nördlicher und südlicher Richtung sowie 50 Meilen nach Westen verbreitet hatten. Nach Goulsons Feststellung waren die Hummeln überall dort anzutreffen, wo sich entweder Gärten befanden oder die Vegetation einen hohen Grad an aus Europa und Nordamerika eingeschlepptem Unkraut aufwies. Genetisch ist mittlerweile nachgewiesen, dass alle in Tasmanien vorkommenden Hummeln auf wenige Individuen zurückgehen.  2010 waren Hummeln auf ganz Tasmanien anzutreffen. 1999 ließ sich bereits ein Verdrängungswettkampf zwischen einheimischen Bestäuberinsekten und der Dunklen Erdhummel nachweisen. Die negativen Auswirkungen der Einführung der Hummeln ließen sich am deutlichsten an der Vermehrungsrate von Baumlupinen (Lupinus arboreus) ablesen. Während die Baumlupine in Neuseeland und Chile zu den invasiven Unkräutern zählt, war diese Pflanze in Tasmanien bislang unauffällig geblieben, obwohl Tasmanien ein ähnliches Klima wie Neuseeland aufweist. Goulson konnte nachweisen, dass sich dies durch Hummeln änderte. Der Baumlupine fehlten in Tasmanien geeignete Bestäuber – mit Hummeln änderte sich das. Entlang der Küstenregion haben sich Baumlupinen aggressiv verbreitet.